# Diplazon cascadensis
Diplazon cascadensis är en stekelart som beskrevs av Dasch 1964. Diplazon cascadensis ingår i släktet Diplazon och familjen brokparasitsteklar. Inga underarter finns listade i Catalogue of Life.